# Point Place, Wisconsin
Point Place är en fiktiv förort till Green Bay, Wisconsin i TV-serien That '70s Show och dess uppföljare That '90s Show. Namnet "Point Place" valdes eftersom en av seriens skapare – Bonnie Turner – kommer från Toledo, Ohio, och en del av hans hemstad kallas Point Place.

## Platser i Point Place
- The Hub, ett kafé som ungdomarna i serien ofta befinner sig vid
- Vattentornet, som ungdomarna flera gånger vandaliserar genom att måla ett marijuanablad på, eller klottra text på, och som i huvudsak Kelso årligen ramlar ner från
- Point Place High School, ungdomarnas skola (vid seriens andra halva tar de studentexamen)
- Fatso Burger, stadens hamburgerrestaurang vars porslinclown till maskot heter Fatso
- The Photo Hut, fotobutik där Steven Hyde träffar och arbetar under hippien Leo

## Om staden
Staden beskrivs som en småstad, och många skämt anspelar på stadens låga invånarantal. Detta motsägs dock i andra påståenden, som att staden har ett köpcentrum och en polisstation. Enligt skyltning i studio skulle staden ha 28 211 invånare, om den funnits i verkligheten. I avsnittet Job Fair anges att ekonomin i Point Place till stor del är uppbyggd kring slakterier. Under seriens gång förändras Point Place från att vara en liten industri- och sovstad, till att bli en växande stad under den ekonomiska nedgången i slutet av 1970-talet. Perioden mellan 1976 och 1979 tvingas små, lokala, affärer stänga så att aggressiva butikskedjor kan flytta in i staden. Fabriker i rostbältet lades ned eftersom efterfrågan på deras produkter minskar. Andra ställen som lades ned var bilfabriken (där Red Forman var handledare), en lokal elektronikaffär (ägd av Bob Pinciotti), Foto Hut (ägd av Leo) och bilmekanikerfirman Forman & Son. Istället flyttade stora butikskedjor som PriceMart (en parodi på den verkliga butikskedjan Kmart, som var särskilt populär på 1970-talet) och Muffler Master in i staden. I den sjunde (näst sista) säsongen av TV-serien flyttar musikbutikskedjan Grooves till staden. Den butiken drivs av Steven Hyde, som slutligen blir ägare.
Själva staden är skildrad som en ganska undermåligt skött stad. De flesta karaktärerna i TV-serien uppskattar inte staden som sådan, även om Jackie menar att staden sedd ifrån vattentornet ser ut som Paris.
Point Place har många likheter med Green Bay. Bland annat heter deras lag i amerikansk fotboll, Point Place Packers respektive Green Bay Packers. Enligt seriens skapare ligger Point Place mellan städerna Kenosha och Green Bay.

## Lokalisering
Även om platsen för Point Place i Wisconsin aldrig fastställdes i själva TV-programmen, finns på programmets officiella webbplats information om att "Point Place är en fiktiv förort till Green Bay, Wisconsin. Det är därför många invånare i Wisconsin känner igen namnen på närliggande städer såsom Kenosha". Detta motsägs av konkreta uppgifter som lämnats i flera episoder, exempelvis i avsnittet The Velvet Rope där uppgifter framkommer att det är möjligt att köra till Chicago, gå på ett party och sedan köra tillbaka – allt under loppet av några få timmar. I att annat avsnitt säger Kelso uttryckligen att det tar två timmar att resa med bil från Point Place till Chicago.